# Aristida bissei
Aristida bissei är en gräsart som beskrevs av Luis Catasús. Aristida bissei ingår i släktet Aristida och familjen gräs. Inga underarter finns listade i Catalogue of Life.